# Cattedrali nello stato di New York
Questa è una lista delle cattedrali nello Stato di New York, Stati Uniti d'America.

## Lista delle cattedrali
| Città                | Cattedrale                                         | Chiesa                                                                                 | Diocesi                                                 | Immagine | Localizzazione e riferimenti |
| -------------------- | -------------------------------------------------- | -------------------------------------------------------------------------------------- | ------------------------------------------------------- | -------- | ---------------------------- |
| Albany               | Cattedrale dell'Immacolata Concezione              | Chiesa cattolica                                                                       | Diocesi di Albany                                       |          | 42°38′51″N 73°45′35″W        |
| Albany               | Cattedrale di Tutti i Santi                        | Chiesa episcopale                                                                      | Diocesi episcopale di Albany                            |          | 42°39′16.75″N 73°45′28.05″W  |
| Buffalo              | Cattedrale di San Giuseppe                         | Chiesa cattolica                                                                       | Diocesi di Buffalo                                      |          | 42°52′57.93″N 78°52′41.37″W  |
| Buffalo              | Cattedrale di San Paolo                            | Chiesa episcopale                                                                      | Diocesi di New York Occidentale                         |          | 40°42′36.81″N 73°38′04.43″W  |
| Garden City          | Cattedrale dell'Incarnazione                       | Chiesa episcopale                                                                      | Diocesi episcopale di Long Island                       |          | 40°43′16.28″N 73°38′32.5″W   |
| Hempstead            | Cattedrale di San Paolo                            | Arcidiocesi greco-ortodossa d'America                                                  | Metropolia di New York                                  |          | 40°42′36.81″N 73°38′04.43″W  |
| Hempstead            | Cattedrale di San Vincenzo de Paoli                | Chiesa cattolica siro-malankarese                                                      | Eparchia di Santa Maria Regina della Pace               |          |                              |
| Lancaster            | Cattedrale della Santa Madre del Rosario           | Chiesa cattolica nazionale polacca (non in comunione con Roma)                         | Diocesi di Buffalo-Pittsburgh                           |          | 42°53′32.32″N 78°35′55.13″W  |
| Malverne             | Cattedrale dell'Intercessore                       | Chiesa episcopale carismatica                                                          | Diocesi del Nord-Est                                    |          | 40°40′34.46″N 73°40′15.19″W  |
| New York (Manhattan) | Cattedrale di San Patrizio                         | Chiesa cattolica                                                                       | Arcidiocesi di New York                                 |          | 40°45′31″N 73°58′35″W        |
| New York (Manhattan) | Cattedrale vecchia di San Patrizio                 | Chiesa cattolica                                                                       | Arcidiocesi di New York                                 |          | 40°43′25″N 73°59′44″W        |
| New York (Manhattan) | Cattedrale di San Giovanni il Divino               | Chiesa episcopale                                                                      | Diocesi episcopale di New York                          |          | 40°40′34.46″N 73°40′15.19″W  |
| New York (Manhattan) | Cattedrale della Santa Trinità                     | Arcidiocesi greco-ortodossa d'America                                                  | Distretto arcidiocesano di New York                     |          | 40°46′10.73″N 73°57′22.02″W  |
| New York (Manhattan) | Cattedrale della Protezione della Santa Vergine    | Chiesa ortodossa in America                                                            |                                                         |          | 40°43′27.77″N 73°59′22.35″W  |
| New York (Manhattan) | Cattedrale di San Vartan                           | Chiesa armena d'America                                                                | Diocesi orientale                                       |          | 40°44′42.47″N 73°58′30.91″W  |
| New York (Manhattan) | Cattedrale di San Gregorio Illuminatore            | Chiesa apostolica armena                                                               |                                                         |          | 40°44′27.92″N 73°58′48.41″W  |
| New York (Manhattan) | Cattedrale Sinodale della Madre di Dio del Segno   | Chiesa ortodossa russa fuori dalla Russia                                              | Diocesi d'America Orientale e New York                  |          | 40°47′04.71″N 73°57′14.21″W  |
| New York (Manhattan) | Cattedrale di San Nicola                           | Chiesa ortodossa russa                                                                 | Patriarcato di Mosca                                    |          | 40°47′17.73″N 73°57′15″W     |
| New York (Manhattan) | Cattedrale di san Sava                             | Chiesa ortodossa serba                                                                 | Eparchia d'America orientale                            |          | 40°44′37″N 73°59′25″W        |
| New York (Manhattan) | Cattedrale dei Santi Cirillo e Metodio             | Chiesa ortodossa bulgara                                                               | Eparchia degli Stati Uniti, del Canada e dell'Australia |          | 40°45′55.81″N 73°59′39.21″W  |
| New York (Manhattan) | Pro-Cattedrale della Santa Croce                   | Chiesa ortodossa africana (non in comunione con il Patriarcato Ecumenico)              |                                                         |          | 40°48′38.47″N 73°56′40.72″W  |
| New York (Manhattan) | Cattedrale di San Tommaso apostolo                 | Chiesa cattolica liberale internazionale (non in comunione con Roma)                   |                                                         |          | 40°49′14.61″N 73°56′19.7″W   |
| New York Brooklyn    | Cattedrale di San Giacomo                          | Chiesa cattolica                                                                       | Diocesi di Brooklyn                                     |          | 40°41′49.4″N 73°59′12″W      |
| New York Brooklyn    | Concattedrale di San Giuseppe                      | Chiesa cattolica                                                                       | Diocesi di Brooklyn                                     |          | 40°40′49.65″N 73°57′59.03″W  |
| New York Brooklyn    | Cattedrale dei Santi Costantino ed Elena           | Arcidiocesi greco-ortodossa d'America                                                  | Metropolia di New York                                  |          | 40°41′26.16″N 73°59′28.32″W  |
| New York Brooklyn    | Cattedrale della Trasfigurazione di Nostro Signore | Chiesa ortodossa in America                                                            |                                                         |          | 40°43′10″N 73°57′13″W        |
| New York Brooklyn    | Cattedrale di Nostra Signora del Libano            | Chiesa maronita                                                                        | Eparchia di San Marone di Brooklyn                      |          | 40°41′39.35″N 73°59′39.13″W  |
| New York Brooklyn    | Cattedrale di San Nicola Antiocheno                | Arcidiocesi ortodossa d'Antiochia di Nord America                                      | Diocesi di New York e Washington, D.C.                  |          | 40°41′16.46″N 73°59′04.82″W  |
| New York Brooklyn    | Cattedrale della Santa Trinità                     | Chiesa ortodossa ucraina degli USA                                                     | Eparchia Orientale                                      |          | 40°42′37.94″N 73°57′39.81″W  |
| New York Brooklyn    | Ex-Cattedrale armena di Sant'Anna                  | Chiesa armeno-cattolica                                                                | Eparchia di Nostra Signora di Nareg in Glendale         |          | 40°43′01.38″N 73°57′27.03″W  |
| New York Brooklyn    | Cattedrale di San Cirillo di Turau                 | Chiesa ortodossa autocefala bielorussa (non in comunione con il Patriarcato Ecumenico) |                                                         |          | 40°41′13.59″N 73°59′04.12″W  |
| New York (Queens)    | Cattedrale di San Demetrio                         | Arciodiocesi greco-ortodossa d'America                                                 | Metropolia di New York                                  |          | 40°45′56.15″N 73°55′22.26″W  |
| New York (Queens)    | Cattedrale di Santa Marcella                       | Sinodo veterocalendarista greco (non in comunione con il Patriarcato Ecumenico)        |                                                         |          | 40°46′50.11″N 73°54′38.35″W  |
| Ogdensburg           | Cattedrale di Santa Maria                          | Chiesa cattolica                                                                       | Diocesi di Ogdensburg                                   |          | 44°41′56.04″N 75°29′08.32″W  |
| Rochester            | Cattedrale del Sacro Cuore                         | Chiesa cattolica                                                                       | Diocesi di Rochester                                    |          | 43°11′35.24″N 77°37′57.89″W  |
| Rockville Centre     | Cattedrale di Sant'Agnese                          | Chiesa cattolica                                                                       | Diocesi di Rockville Centre                             |          | 43°11′35.24″N 77°37′57.89″W  |
| Syracuse             | Cattedrale dell'Immacolata Concezione              | Chiesa cattolica                                                                       | Diocesi di Syracuse                                     |          | 43°02′49.26″N 76°08′58.82″W  |
| Syracuse             | Cattedrale di San Paolo                            | Chiesa episcopale                                                                      | Diocesi episcopale di New York centrale                 |          | 43°02′54.35″N 76°09′00.71″W  |